# Rudi Kennes

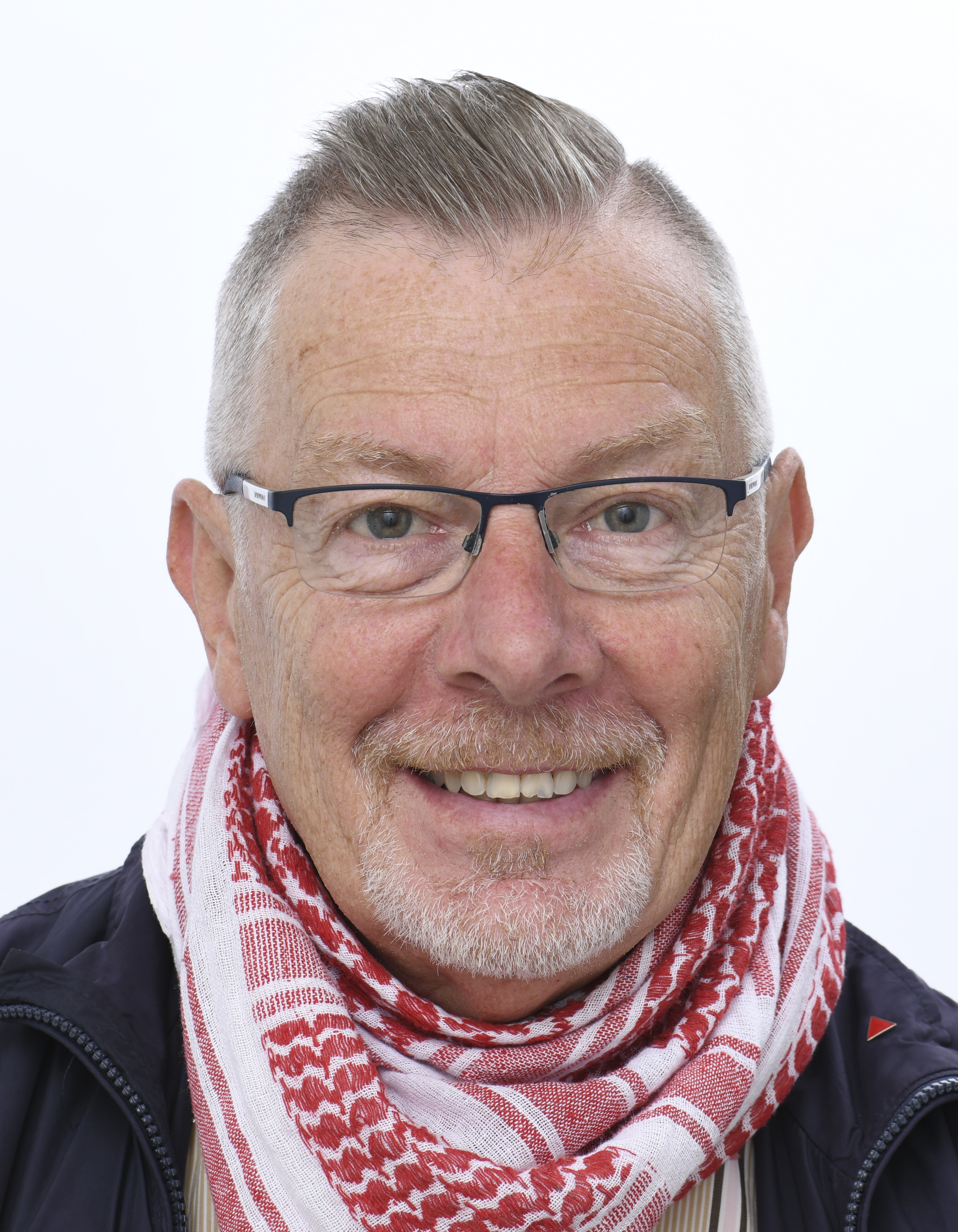
Rudi Kennes (2024)

Rudi Kennes (* 22. Juli 1959 in Niel) ist ein belgischer Gewerkschafter und Politiker (PVDA/PTB). Seit 2024 ist er Mitglied des Europäischen Parlaments in der Fraktion Die Linke.

## Leben
Rudi Kennes wuchs in einer Arbeiterfamilie als Sohn einer Kommunistin und eines Sozialdemokraten auf. Schon früh fing er an, sich gewerkschaftlich und antifaschistisch zu organisieren. Mit 15 begann er, in einer Metallfabrik zu arbeiten. Während dieser Tätigkeit nahm er regelmäßig an Freitagsstreiks teil und sang antifaschistische Lieder. Mit 18 arbeitete er dann bei Opel – damals General Motors – in Antwerpen. Nachdem er zunächst auf die Jugendliste der Arbeitervertretung gewählt worden war, wuchs in ihm das Verlangen, die gesamte Arbeiterschaft zu vertreten, und er kandidierte bei den regulären Gewerkschaftswahlen. Dort erhielt er trotz seines jungen Alters die meisten Stimmen. Anschließend war er für viele Jahre Gewerkschafter und ab 1997 auch stellvertretender Vorsitzender des Opel-Eurobetriebsrats, wo er europaweit tätig war. 

## Politische Karriere

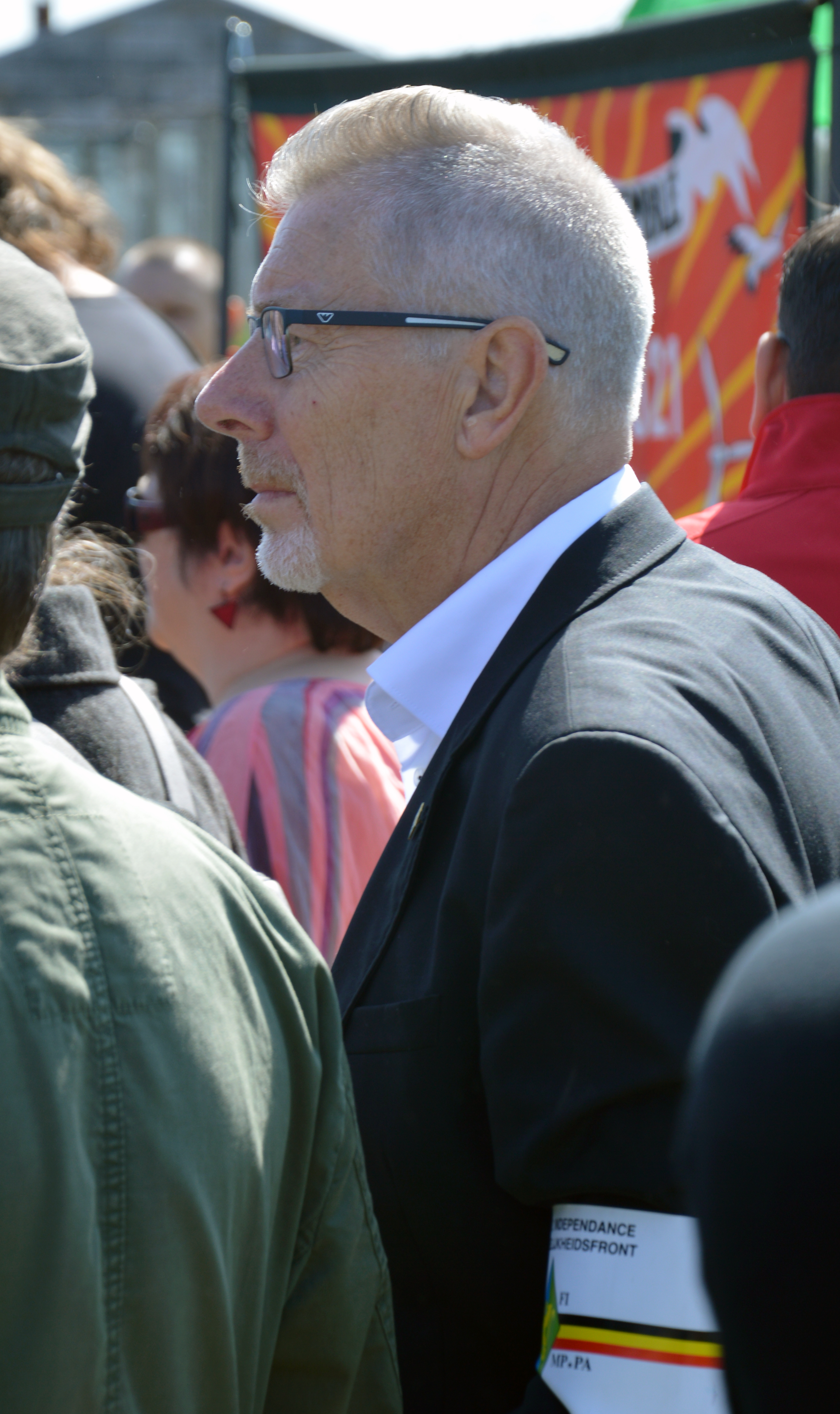
Rudi Kennes auf einer Kundgebung zum Tag der Befreiung (2022)

Zunächst betätigte sich Kennes in der belgischen Sozialdemokratie und war Mitglied der Partei Vooruit. Dieses Engagement beendete er jedoch, als diese in Flamen mit Rechtsnationalisten zusammenarbeitete. So kam er so zur Partei der Arbeit Belgiens. Mit dieser versuche er, eine bevölkerungs- und gewerkschaftsnahe Politik umzusetzen. Als beispielsweise die Hochwasserkatastrophe in Belgien 2021 große Schäden anrichtete, war ein Solidaritäts-Team der Pals erstes vor Ort und half bei Aufräum- und Wiederaufbauarbeiten. Auch sonst ist er als Politiker stets in engem Austausch mit Gewerkschaften, die Gewerkschaftsbewegung ist seiner Ansicht nach die einzige Strategie gegen die autoritäre Rechte. Kennes ist außerdem Mitglied der antifaschistischen Unabhängigkeitsfront in Belgien. Er befürwortet einen NATO-Austritt Belgiens.

### Europawahlen 2024
Für die Europawahl 2024 in Belgien kandidierte Kennens als Spitzenkandidat seiner Partei. Sein Ziel sei es, einer der wenigen Arbeiter im Parlament zu sein und seine Gewerkschaftsarbeit im Parlament fortzusetzen: „Unser Anspruch ist es, der Arbeiterklasse eine Stimme im Parlament zu geben – den Gewerkschaften und den sozialen Organisationen.“ Einen Parlamentarier zu treffen, sei schwieriger, als eine Audienz beim Papst zu bekommen – das wolle er als EU-Parlamentarier ändern.
Bei der Wahl erhielt seine Partei 10,7 % der Stimmen, womit Kennes ins EU-Parlament einzog. Er schloss sich dort der linken Fraktion an.